# Juan Bartolo Tavira
El libro "Crónicas de Tierra Caliente" del Ing. Alfredo Mundo Fernández dice que el Maestro Juan Bartolo Tavira nació en 1847 en Corral Falso, municipio de Ajuchitlán, Gro. Es el originador de una estirpe musical famosa en toda la región. 
Dice el Ing. Alfredo Mundo Fernández en su libro que el Maestro Juan Bartolo Tavira es el Padre de la música folclórica de Tierra Caliente, ya que reúne las ramas musicales que llegaron de España y obtiene por resultado el SON calentano, lo cual lo coloca a la altura de un genio musical y su repertorio es sencillo y natural. Sin embargo, la realidad es que fue un grupo grande de músicos los que aportaron a la creación del gusto y son calentano, ya que el maestro Bartolo nace en 1847 y desde 1810 ya se tiene registro de músicos en la Tierra Caliente, como se relata en el libro La Música Tradicional Mexicana en Tierra Caliente. Una Mirada de Filiberto Salmerón a la Vida y Obra del Genio de la Música de Tierra Caliente: J. Isaías Salmerón Pastenes, libro escrito por Rigoberto Salmerón.
Cuando tenía 17 o 18 años estuvo de soldado en las fuerzas del Gral. José María Arteaga cuando este tenía su Cuartel General en Huetamo. El 16 de febrero de 1865 una fuerza imperialista se desprende de Teloloapan y se dirige a Huetamo y lo bombardea, pero el general José María Arteaga resiste y logra hacer huir al enemigo. Ahí estaba el joven Tavira que algunos años después compone el famosísimo GUSTO FEDERAL, la primera composición calentana, donde dice cuando Arteaga se alistó se oyeron los cañonazos que hasta la tierra tembló; también habla de que Santa Anna dijo ahí les dejó el gallo muerto, acábenlo de pelar cuando huyó de México; también cita al príncipe extranjero, es decir Maximiliano de Habsburgo que tuvo su imperio en México hasta 1867.
Sin embargo, otra versión que existe es que el Gusto Federal fue compuesto por el Gral. Vicente Riva Palacio Guerrero, como comentaban pobladores de Huetamo, Michoacán. En Huetamo el joven Tavira estaba bajo las órdenes del Gral. Vicente Riva Palacio, y ambos del Gral. José María Arteaga. Riva Palacio era un joven adulto de 32 años y Tavira un adolescente, y el primero era una persona muy instruida que fue un excelente poeta y cuentista. Las personas que defienden la versión que Tavira es el autor del Gusto Federal aseguran que Tavira escuchó de labios del General palabras como "el príncipe extranjero" refiriéndose a Maximiliano, y él fue quien le contó algunos datos que introdujo en "El Gusto Federal". Precisamente estando en Huetamo el general Vicente Riva Palacio fundó el periódico El Pito Real, en el que publicó su canción "Adiós Mamá Carlota", la esposa de Maximiliano de Habsburgo "el príncipe Extranjero", que escribió ahí mismo en Huetamo el 14 de julio de 1866, que es una parodia de "Adiós oh Patria Mía" de Ignacio Rodríguez Galván de 1842. Por otro lado, en la letra del Gusto Federal se dice soy soldado Guerrerense, lo cual contradice la versión de que Tavira compuso el Gusto Federal, ya que él fue soldado michoacano. El maestro Tavira nace en el estado de Michoacán y fue hasta 1906 que, por decreto del entonces presidente de México Porfirio Díaz, su municipio pasa a ser parte del estado de Guerrero. Por eso en Huetamo se asegura que el general Riva Palacio escribió el Gusto Federal y, después de la muerte del general (en 1896), el maestro Tavira hace una nueva versión en donde dice que es soldado Guerrerense, por lo que Tavira debió haber escrito esa nueva versión después de 1906, que es cuando su municipio pasa a ser parte del estado de Guerrero.
El Maestro Juan Bartolo Tavira era un virtuoso del arpa, y además dominaba la guitarra y el violín. Otras composiciones del gran corralense son "Los Versos de San Agustín", "La Malagueña (de Guerrero)","India del Alma", etc. Muere el Maestro Juan Bartolo Tavira a los 82 años de edad en 1929.
- Datos: Q16584327